# Victor Maddern
Victor Jack Maddern, född 16 mars 1928 i Ilford, London, död 22 juni 1993 i Hackney, London, var en brittisk skådespelare.

## Rollista i urval
- 1949 – U-båt saknas
- 1953 – Bomben
- 1955 – Fotsteg i dimman
- 1955 – Slutet på historien
- 1956 – Kompaniets svarta får
- 1958 – Dunkerque – helvetesstranden
- 1958 – Montys dubbelgångare
- 1958 – Vampyrens blod
- 1959 – Dina pengar är mina pengar
- 1959 – I intimaste laget
- 1959 – Nu tar vi polisen
- 1960 – Exodus
- 1961 – Oss muntra musikanter emellan
- 1961 – Tidernas agent
- 1964 – Nu tar vi Cleopatra
- 1965 – Bunny Lake är försvunnen
- 1965 – De' ä fult att göra miljonkupper
- 1967–1968 – Helgonet (TV-serie)
- 1968 – Chitty Chitty Bang Bang
- 1968 – Doctor Who (TV-serie)
- 1970 – Cromwell
- 1985 – Miss Marple (TV-serie)
- 1989 – Jorden runt på 80 dagar (miniserie)
- 1992 – Agent Freddie - i hans majestäts hemliga tjänst (röst)